# Ciudad Universitaria (metro de Caracas)
Ciudad Universitaria es una de las estaciones del Metro de Caracas, de la primera fase de la línea 3 de este subterráneo, ubicada en la Parroquia San Pedro, del Municipio Libertador de Caracas. Debe su nombre a su proximidad con la Ciudad Universitaria de Caracas, campus principal de la Universidad Central de Venezuela.

## Características
Esta estación es usada habitualmente para acceder tanto a los eventos deportivos, educativos, culturales y espectáculos en general que se desarrollan en las instalaciones de la UCV, como por ejemplo los que se dan en el Estadio Olímpico de la UCV, en el Aula Magna o en el Estadio Universitario de Caracas.

## Salidas
Posee cuatro salidas:
- Universidad Central de Venezuela, Acceso Tres Gracias
- Avenida Los Ilustres
- Universidad Central de Venezuela, Acceso IMME
- Plaza Las Tres Gracias

## Lugares de interés
- Plaza Las Tres Gracias
- Ciudad Universitaria de Caracas